# Thoracochromis demeusii
Thoracochromis demeusii är en fiskart som först beskrevs av Boulenger, 1899.  Thoracochromis demeusii ingår i släktet Thoracochromis och familjen Cichlidae. IUCN kategoriserar arten globalt som sårbar. Inga underarter finns listade i Catalogue of Life.